# 조이엄
조이엄(joyumn, 본명: 염승식, 1981년 2월 4일 ~ )은 대한민국의 작곡가 겸 가수, 기타리스트이다. 2006년부터 조이엄이라는 이름으로 홍대 클럽 '빵'을 중심으로 활동해 온 싱어송라이터이며, 2011년 첫 앨범 흐르른다 발표이후 김광석을 떠올리게 한다는 평을 받았다. 2011년 5월~10월 KBS 2TV의 서바이벌밴드오디션 프로인 TOP 밴드에 출연 후 본인이 기타리스트로 참여하고 있는 밴드 게이트플라워즈가 큰 인기를 얻자 조이엄이라는 이름으로 활동하며 낸 솔로 앨범인 흐르른다가 대중들에게 알려지기 시작했다. 추구하는 음악은 그루브가 살아있는 펑키한 포크 락이다.

## 음반

### 솔로 음반
- 《흐르른다》 (2011)
- 《조금은 선명해지게》 (2015)

### 게이트플라워즈
- 《Gateflowers》 (2010)
- 《Times》 (2012)
- 《늙은 뱀》 (2014)

### 위아히어
- 《위아히어》 (2014)

## 공연
- 2011년 12월 25일 첫 단독공연이 클럽 '빵'에서 성공적으로 완료. 게스트는 수정선, 신곡 '파라란' 발표.
- 2012년 2월 4일 두 번째 단독공연이 클럽 '전자쌀롱'에서 성공적으로 완료. 게스트는 이재철. 신곡 '누가 알까' '내 청춘의 로망' '파란의자'발표.

## 기타
- 게이트플라워즈에서 염승식(aka.염기타)으로 기타리스트로 활동중
- Joyumn의 유래 : 호주제폐지운동의 일환으로 여동생과 함께 양쪽 성을 사용하려 했던게 시발점이었어요 처음은 조염승식, 거기서 조염, 조이엄, 이엄씨, 염씨, joy, autumn, joyumn, etc..(조이엄 트위터 발췌)